# Big Game – A nagyvad
A Big Game – A nagyvad (eredeti cím: Big Game) egy 2014-es akció-kalandfilm, melyet Jalmari Helander rendezett a 2013-as könyv alapján. A főszereplők Samuel L. Jackson, Onni Tommila, Felicity Huffman, Victor Garber, Jim Broadbent, Ted Levine és Ray Stevenson.
Az Amerikai Egyesült Államokban 2014. június 26-án mutatták be, Magyarországon kizárólag DVD-n adta ki az ADS Service 2015. július 29-én.
A film költségvetése 8,5 millió dollár volt, ami a legköltségesebb film, amit Finnországban valaha gyártottak.
A film premierje a 2014-es Torontói Nemzetközi Filmfesztivál-on volt és nagyrészt pozitív véleményeket kapott a kritikusoktól. A Metacritic oldalán a film értékelése 53% a 100-ból, ami 18 véleményen alapul. A Rotten Tomatoeson a Nagyvad 74%-os minősítést kapott, 74 értékelés alapján.

## Történet
|  | Alább a cselekmény részletei következnek! |

Amikor az Amerikai Légierő egyik gépét lelövik a terroristák, az Egyesült Államok elnöke, William Allan Moore (Samuel L. Jackson) Finnország üres pusztáján reked és csak egy ember van a környéken, aki képes őt megmenteni: az Oskari (Onni Tommila) nevű 13 éves fiú. Az erdőben a vadász feladata, hogy bebizonyítsa bátorságát és férfiasságát apjának és rokonainak. Oskari már tervezi, hogy egy szarvas nyomára bukkan, de ehelyett rátalál a leghatalmasabb emberre a földön egy mentőkabinban. Terroristák zárták őt be, hogy hozzá tudjanak jutni az úgynevezett "Big Game" nagydíjhoz, ám közben a Pentagon tisztviselői (beleértve az alelnököt, a CIA igazgatóját és Herbert egykori tanácsost) keresik műholdon, hogy az elnök merre lehet. Ezalatt a duó összefog, hogy elkerüljék a vadászokat.
|  | Itt a vége a cselekmény részletezésének! |

## Szereplők
| Színész           | Szereplő                                        | Magyar hang     |
| ----------------- | ----------------------------------------------- | --------------- |
| Samuel L. Jackson | William Allan Moore, az Egyesült Államok elnöke | Kőszegi Ákos    |
| Onni Tommila      | Oskari Kontio                                   | Ács Balázs      |
| Victor Garber     | Az Egyesült államok Alelnöke                    | Ujréti László   |
| Felicity Huffman  | CIA igazgató                                    | Spilák Klára    |
| Jim Broadbent     | Fred Herbert, Egykori CIA-ügynök és tanácsadó   | Harsányi Gábor  |
| Ted Levine        | Underwood tábornok                              | Barbinek Péter  |
| Mehmet Kurtuluş   | Házár, a szabadúszó terrorista                  | Kassai Károly   |
| Ray Stevenson     | Morris, titkosszolgálati ügynök                 | Jakab Csaba     |
| Rauno Juvonen     | Helikopterpilóta                                | Faragó András   |
| Jorma Tommila     | Tapio Kontio, Oskari apja                       | eredeti nyelven |